# Vesderstuwdam

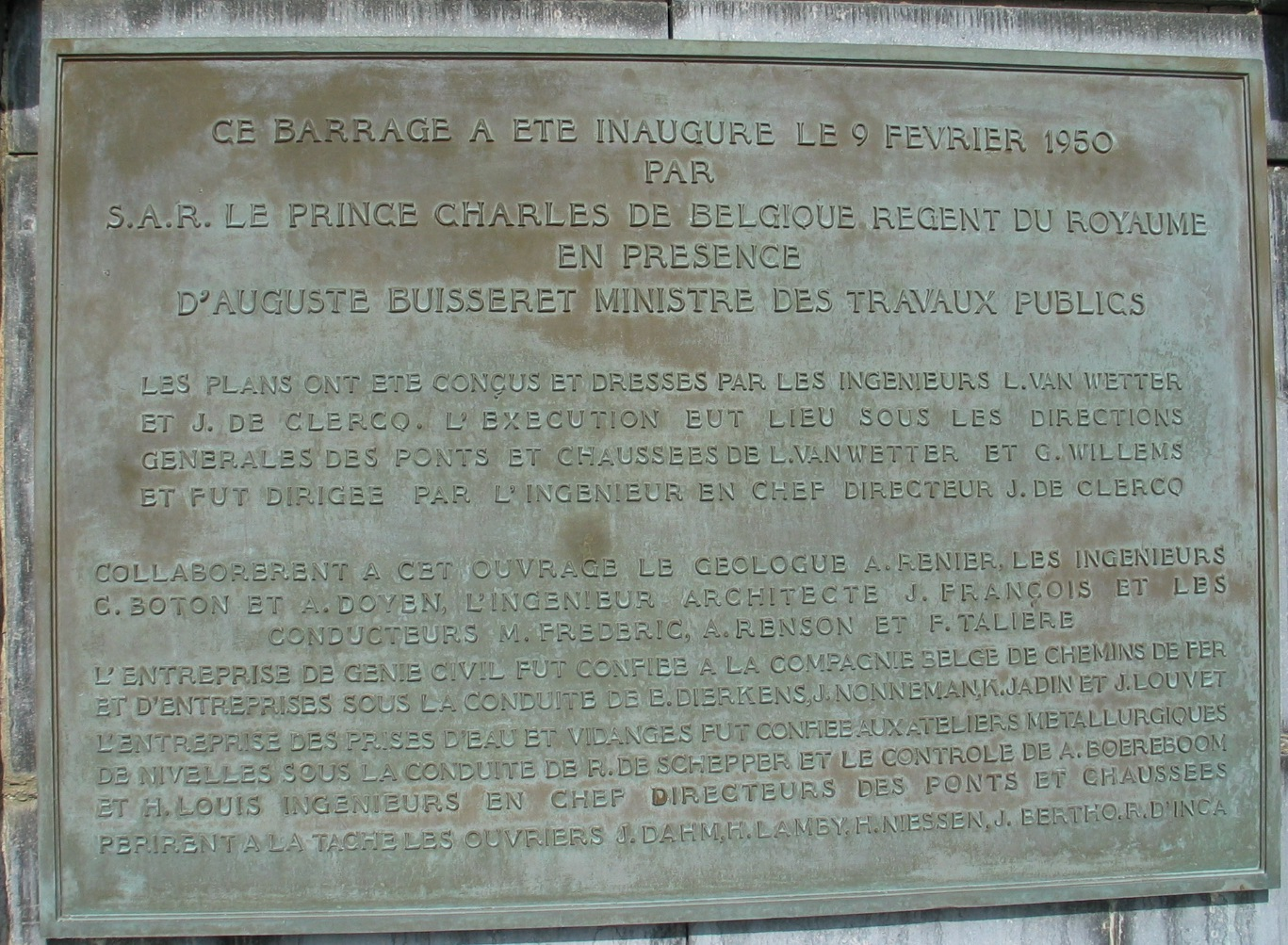
Gedenksteen van de inwijding

De Vesderstuwdam (Duits: Wesertalsperre) is gelegen op de Vesder, enkele kilometers ten oosten van Eupen in de Belgische provincie Luik. Het is het gebied van het Duits-Belgische natuurpark Hoge Venen-Eifel. Het "Meer van Eupen" is het stuwmeer met het grootste (drink-)waterreservoir van België. Aan de bouw van de muur werd begonnen in 1936. Voor het goederenvervoer van en naar de stuwdam werd Spoorlijn 49A aangelegd. Op 9 februari 1950 werd de stuwdam officieel in gebruik genomen door prins Karel van België. Toevoer van water gebeurt door de Vesder, de Ghete en de Helle.
De dam is 410 m lang en heeft een hoogte van 66 m, gemeten inclusief de voet van de dam. Het Meer van Eupen heeft een inhoud van 25 miljoen m³ en een oppervlakte van 126 ha. De stuwdam is gelegen aan de uitlopers van het Hertogenwoud. Rondom het meer zijn wandelwegen uitgezet.

## Technische gegevens
- Oppervlakte van het stuwmeer: 126 ha bij volledige vulling
- Inhoud: 25 miljoen m³
- Grootte van het stroomgebied: 10.595 ha
- Hoogte van de dammuur: 66 m inclusief fundament
- Zeehoogte van de dammuur: 362 m
- Lengte van de dam: 410 m
- Max. hoogwaterstand: 361 m

## Waterreservoir
Dagelijks stelt dit stuwmeer 82.500 m³ ter beschikking, waarmee onder andere het Land van Herve, de voorsteden van Luik en de stad Spa van drinkwater voorzien worden. Het geproduceerde drinkwater wordt onderaards opgeslagen.

## Toeristencentrum
Op een heuvel langs de oevers van het stuwmeer ligt een bezoekerscentrum, van waaruit verschillende wandel- en fietspaden vertrekken, en een klimtoren.

## Externe links

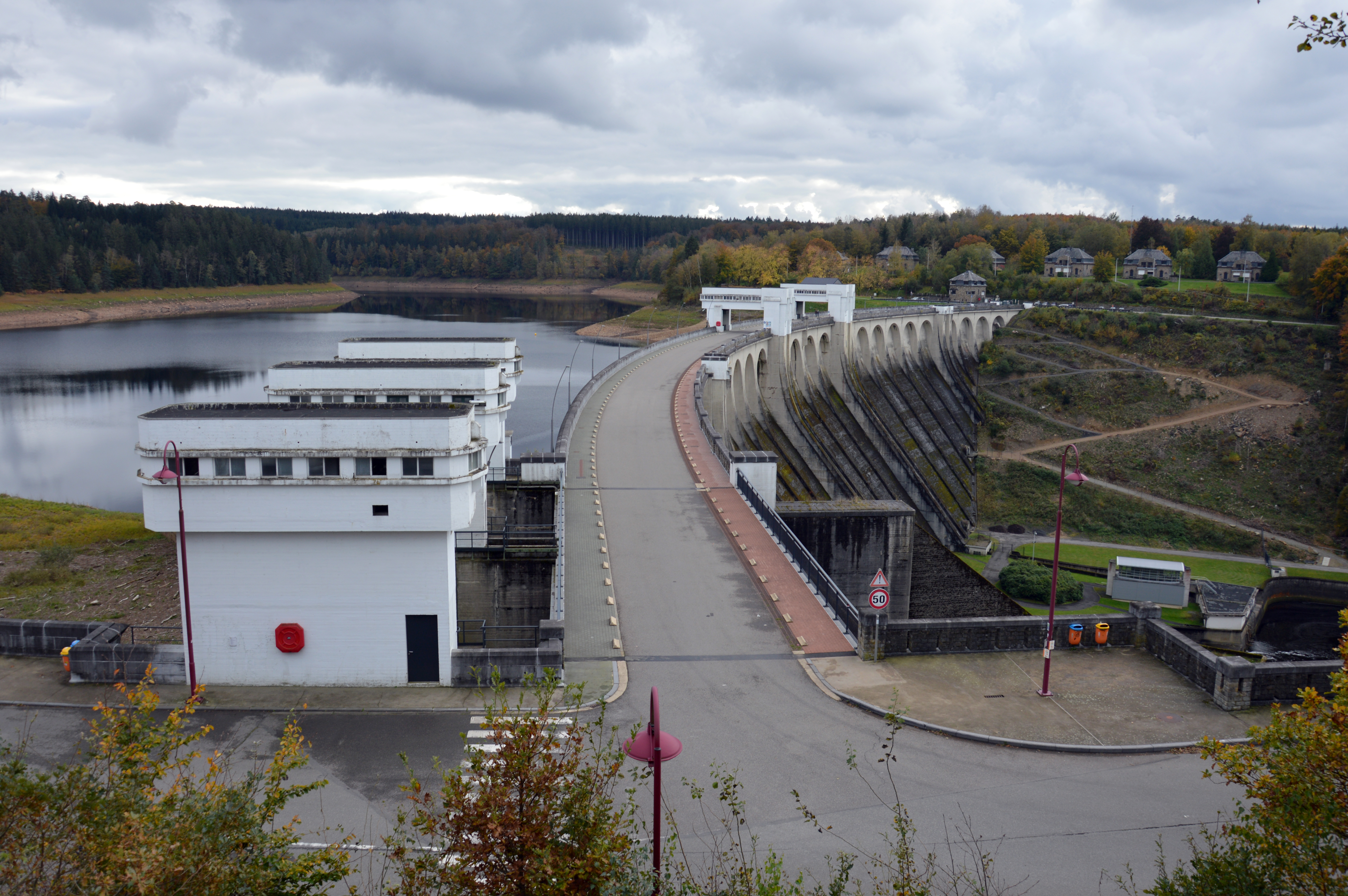
Vesderstuwdam